# Hubertine Auclert
Pour les articles homonymes, voir Auclert.
Marie Anne Hubertine Auclert, née Anne Marie Hubérine Auclaire le 10 avril 1848 à Saint-Priest-en-Murat (Allier) et morte le 8 avril 1914 dans le 11e arrondissement de Paris,, est une journaliste, écrivaine et militante féministe française qui s'est battue en faveur de l’éligibilité des femmes et de leur droit de vote.

## Biographie

### Famille et enfance
Marie Anne Hubertine Auclert, dite Hubertine, est née le 10 avril 1848 au hameau de Tilly, dans la commune de Saint-Priest-en-Murat dans l'Allier. Elle est la cinquième enfant d'une famille aisée, qui en compte sept. Son père, Jean Baptiste Auclert (1803-1861), riche fermier républicain, devient maire de la commune à l'avènement de la Deuxième République en 1848, et, destitué après le coup d'État de Louis-Napoléon Bonaparte en décembre 1851, demeure un farouche opposant au Second Empire. Sa mère, Marie Chanudet, lui fournit également un exemple de « révolte à l'autorité établie » en se consacrant aux filles-mères (alors rejetées par leurs familles) pour les aider à trouver du travail.
Placée dans une pension de religieuses à l'âge de neuf ans à Montmarault (Allier), elle y suit tout son cursus scolaire ; son père meurt quand elle a 13 ans. Très croyante, elle envisage de devenir religieuse chez les Filles de la charité de Saint-Vincent-de-Paul mais n'y est pas acceptée, car jugée trop mystique. Hubertine Auclert quitte le couvent en 1864 pour rejoindre la maison de son oncle où réside également sa mère. À la mort de sa mère, en 1866, elle est placée par son frère dans un couvent à Montluçon[réf. souhaitée]. Jugée trop indépendante par les religieuses, elle est écartée une seconde fois de la vie monacale en 1869. Ce rejet qu'elle estime injustifié fait surgir en elle un ressentiment anticlérical.

### Son combat

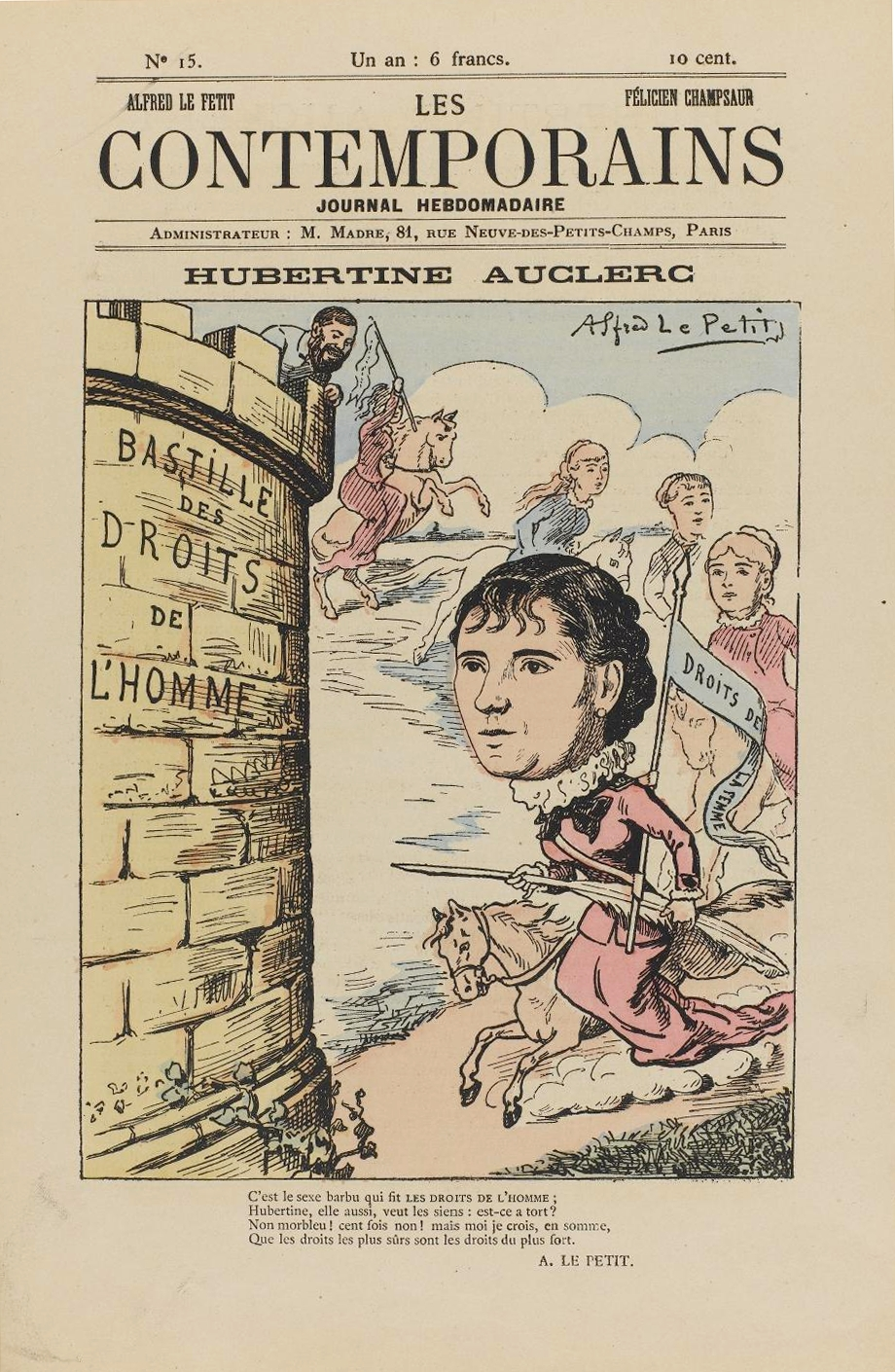
Hubertine Auclert, caricature d'Hubertine en Jeanne d'Arc par Alfred Le Petit pour Les Contemporains, no 15 (1881).

Désormais libre et matériellement indépendante – elle a hérité de ses parents – elle se mobilise pour la République et les droits des femmes, militant pour la révision des lois du code Napoléon. Elle déclare alors : « J'ai été presque en naissant une révoltée contre l'écrasement féminin, tant la brutalité de l'homme envers la femme, dont mon enfance avait été épouvantée, m'a de bonne heure déterminée à revendiquer pour mon sexe l'indépendance et la considération ». Ce sont « les échos des discours prononcés aux banquets périodiques organisés par Léon Richer qui, presque à ma sortie du couvent, m'ont fait venir du Bourbonnais à Paris combattre pour la liberté de mon sexe. »
Pendant la guerre franco-allemande de 1870, elle s'occupe de malades de la variole.
Elle part à Paris en 1873, à une époque où la chute de Napoléon III et l'avènement de la Troisième République ouvrent la voie à l’activisme des femmes qui exigent des changements concrets dans le code Napoléon en faveur de l'éducation, de l'indépendance économique pour les femmes, du divorce, du droit de vote, etc. Hébergée chez sa sœur, Hubertine Auclert rejoint l'Association pour le droit des femmes. Elle travaille comme bibliothécaire à l'Association et fréquente Léon Richer, fondateur de l'association, et Maria Deraismes, sa compagne de luttes.
L'association est dissoute en 1877 mais renaît sous le nom de Ligue française pour le droit des femmes avec Victor Hugo comme président d'honneur, Léon Richer et Maria Deraismes comme clefs de voûte. Hubertine Auclert devient, semble-t-il, la première militante française à se déclarer « féministe »,, une expression d'Alexandre Dumas désignant à l'origine les défenseurs masculins du droit des femmes de manière très péjorative.
Hubertine Auclert s'oppose frontalement à Léon Richer, qui lui refuse une tribune au congrès international pour le droit des femmes de 1878, et quitte l'Association pour le droit des femmes. Cette séparation est également la conséquence de divergences idéologiques. En effet, alors que le mouvement féministe français auquel appartiennent Léon Richer et Maria Deraismes oriente majoritairement son action sur le régime civil des femmes, Hubertine Auclert exige pour les femmes le droit de se présenter aux élections ainsi que le droit de vote. Selon elle, le régime civil inégal entre hommes et femmes n'aurait, en effet, pas été voté si les femmes avaient pu être présentes à l'Assemblée. Concrètement, Hubertine pense que les femmes peuvent s'émanciper par elles-mêmes par la voie des urnes en votant des lois qui amélioreraient leur situation.
Elle fait paraître des articles dans les journaux dont l'Avenir des femmes. En 1876, elle fonde la société Le Droit des femmes, qui soutient le droit de vote pour les femmes et qui devient en 1883, la société Le Suffrage des femmes.
Elle lance en septembre 1876 un appel aux femmes de France : « Femmes de France, nous aussi nous avons des droits à revendiquer : il est temps de sortir de l'indifférence et de l'inertie pour réclamer contre les préjugés et les lois qui nous humilient. Unissons nos efforts, associons-nous ; l'exemple des prolétaires nous sollicite ; sachons nous émanciper comme eux ! ». Elle fait publier en juin 1877 une lettre dans Le Petit Parisien sur l'expulsion des Jésuites de France et une autre dans La Lanterne sur l'organisation d'une manifestation pour la paix et la république. En 1878, le Congrès international du droit des femmes tenu à Paris ne soutient pas, à la contrariété d'Hubertine Auclert, le suffrage des femmes. Elle publie alors Le Droit politique des femmes : question qui n'est pas traitée au congrès international des femmes, considérant les privations envers les femmes comme un anachronisme et les femmes comme des créancières ayant fait trop longtemps crédit aux hommes.
Le 16 mars 1879, le Comité central socialiste de secours aux amnistiés et aux non-amnistiés est créé pour promouvoir une amnistie totale et une collecte des fonds pour aider les communards déportés ou interdits de séjour en France. De façon surprenante à l'époque, l’exécutif du comité est ouvert aux femmes et compte Hubertine Auclert, Victoire Tinayre et Marie Manière parmi ses membres.
Elle se tourne alors vers le mouvement socialiste et participe au troisième Congrès socialiste ouvrier, qui se tient à Marseille à la fin d'octobre 1879 et y fait un long rapport où elle indique : « Une République qui maintiendra les femmes dans une condition d'infériorité ne pourra pas faire les hommes égaux ». L'avertissement est clair, mais ne reçoit que peu d'écho. Ayant été traitée de bourgeoise, elle publie à la suite du congrès Égalité politique et sociale de la femme et de l'homme : discours prononcé au Congrès ouvrier socialiste de Marseille.
Déterminée, elle entame, à partir de 1880, une grève de l'impôt en défendant l’idée que, faute de représentation légale, les femmes ne devraient pas être imposables. Le 8 avril 1881, la haute juridiction administrative rejette sa requête et Hubertine Auclert doit céder quand les huissiers apposent les scellés à son domicile.
Le 13 février 1881, elle lance La Citoyenne, un journal qui, plaidant avec force pour la libération féminine, reçoit le soutien de l’élite du mouvement féministe comme Séverine (Caroline Rémy), et de la mondaine Marie Bashkirtseff, qui y écrit plusieurs articles. En 1884, Hubertine Auclert dénonce la loi sur le divorce en raison de sa polarisation flagrante contre les femmes qui ne leur permettait toujours pas de garder leur salaire. Elle propose l’idée alors radicale d’un contrat de mariage entre conjoints avec séparation de biens.
Hubertine Auclert innove encore dans le combat féministe en réclamant la féminisation de certains mots (témoin, avocat, électeur, député, etc.). « Quand on aura révisé le dictionnaire et féminisé la langue, chacun de ses mots sera, pour l'égoïsme mâle, un expressif rappel à l'ordre »,.

#### Colonialisme et féminisme

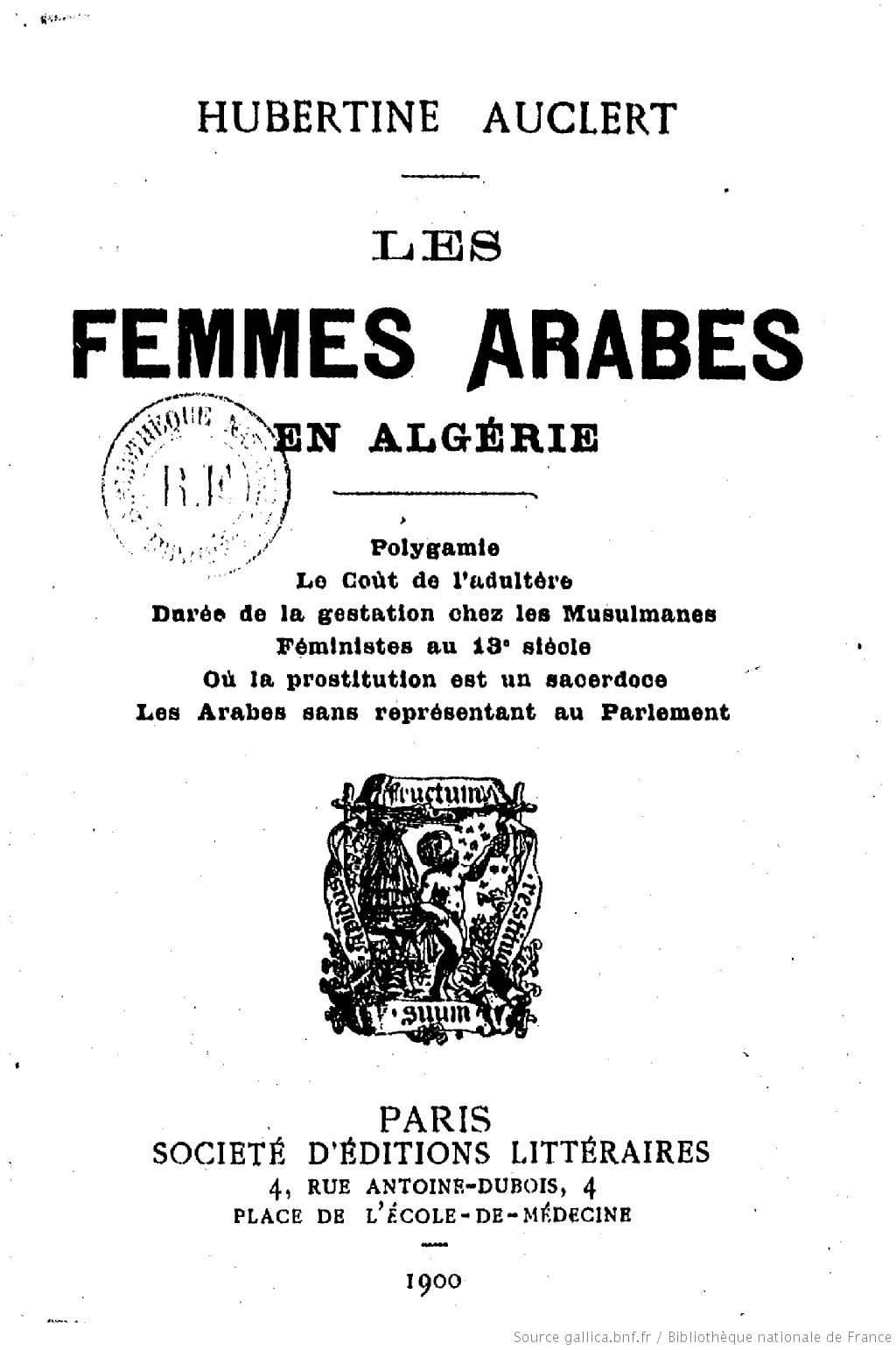
Les femmes arabes en Algérie, 1900.

En 1888, elle s’établit pour quatre ans en Algérie avec son compagnon, Pierre Antonin Lévrier, qui vient d'y être nommé juge de paix. En juillet 1888, ils se marient à Alger, sans doute par conformité sociale. Elle y reste jusqu'au décès de son mari, vivant d'abord à Frenda puis à Alger. Elle y fait une enquête de terrain en observant les femmes de ce pays, conservant de nombreuses notes écrites de ses observations. Peu de féministes avant elle se sont intéressées à la colonisation, si l'on excepte Olympe Audouard, Léonie Rouzade, Paule Mink et Louise Michel.
Elle note que, dans le milieu colonial, le racisme est très répandu.

« Pour les étrangers, les fonctionnaires, les Israélites, les colons, les trafiquants, l’Arabe, moins considéré que ses moutons, est fait pour être écrasé. Le refouler dans le désert pour s’emparer de ce qu’on ne lui a pas encore pris, tel est le rêve. Les Français algériens, qui ont déclaré que le fanatisme rendait les Arabes incivilisables, s’obstinent à ne rien tenter pour les tirer de l’ignorance, si favorable à l’exploitation et à la domination. »

— Hubertine Auclert, Les femmes arabes en Algérie
Les femmes musulmanes sont soumises à un double patriarcat, français et arabe. Hubertine Auclert estime que le colonialisme français a aggravé la situation des femmes. Les autorités coloniales ont, d'une part, toléré le maintien des lois et pratiques coutumières qui mettent les femmes indigènes en infériorité, voire en esclavage, d'autre part, ont provoqué la déscolarisation des filles en confisquant les écoles religieuses et en fermant l’école ouverte par Eugénie Luce à Alger en 1846. L'instruction publique est refusée aux filles, pour des raisons de coût jugé insupportable et sous prétexte que des femmes instruites seraient rejetées tant par la société européenne que par leur propre société. Hubertine Auclert souligne ainsi que les Européens qui prétendent soutenir la population locale s'opposent, eux aussi, à toute évolution d'un mode de vie traditionnel,.
Hubertine Auclert soutient l'assimilation des populations locales et, bien que soulignant les méfaits de la colonisation, elle préconise la francisation des femmes algériennes. Les femmes françaises devraient les familiariser à leur mode de vie et façons de penser. Elle estime que la période pré-islamique offrait une grande liberté aux femmes, tandis que l'islam est un obstacle pour devenir françaises et doit être défait.

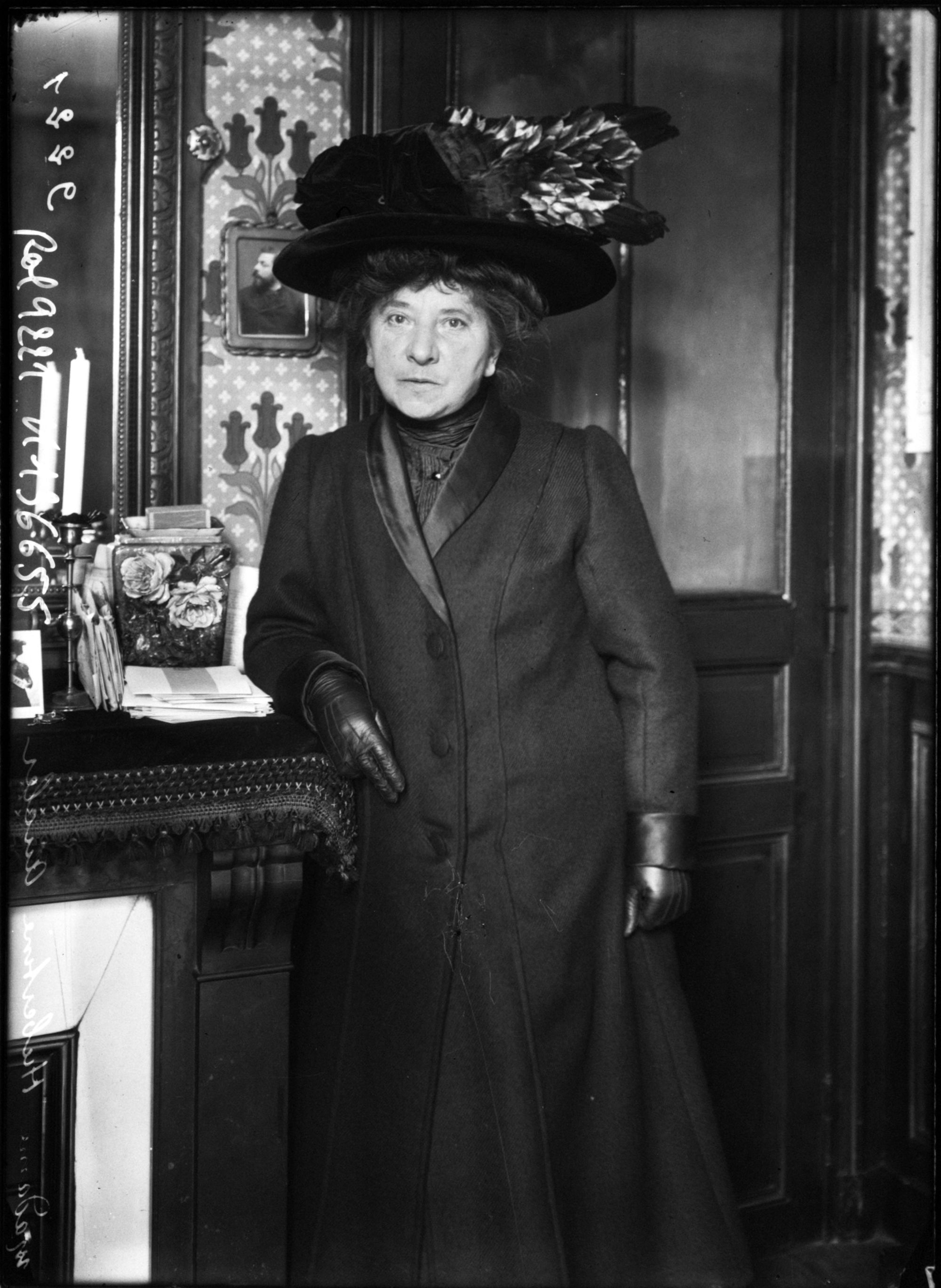
Hubertine Auclert en 1910.

Après le décès de son mari en 1892, elle retourne en France, et jusqu’à sa mort en 1914, elle continue de militer en faveur des femmes arabes et à présenter des pétitions dans ce sens. Elle publie en 1901, Les Femmes arabes en Algérie, et sur les 413 articles qu’elle écrit en tant que chroniqueuse pour Le Radical entre 1896 et 1909, 18 traitent de la colonisation.
Elle n'obtient guère de résultats concrets, mais ses idées sont reprises plus tard par Marie Bugéja dans Nos sœurs musulmanes (1921). 
Julia Clancy Smith estime que, paradoxalement, ses idées ont renforcé chez certains l'opinion que les colonisés étaient inaptes « à acquérir des droits légaux et politiques, car elle publiait à la fois dans la presse coloniale, par exemple dans Le Radical algérien, et également dans le journal féministe parisien La Citoyenne. Manipulé par les anti-assimilationnistes, Les femmes arabes en Algérie aura peut-être fourni encore davantage d’arguments à l’appui de la thèse de l’altérité foncière et immuable de la population indigène, notamment dans le domaine de la sexualité, qui était alors complètement intriqué avec les questions de citoyenneté ».

#### Retour en France
Contrainte pour des raisons financières de mettre un terme à l'expérience de La Citoyenne, Hubertine Auclert continue son activisme en fondant deux sociétés, Les Tuteurs des pauvres et Le Secrétariat des femmes. En 1894, elle collabore au journal La Libre Parole d'Édouard Drumont. En 1900, elle compte au nombre des fondatrices du Conseil national des femmes françaises, une organisation pour les groupes féministes français qui soutient bientôt le droit de vote des femmes. En leur sein milite également la paléontologue Henriette Delamarre de Monchaux.
En 1901, la parution d'un nouveau timbre avec la semeuse lui inspire un timbre féministe avec une femme et un homme votant côte à côte, reproduit en carte postale. Sa renommée étant désormais internationale, elle est choisie comme intermédiaire entre les groupes de suffragistes américains et français.
En 1908, les Françaises mariées sont autorisées à jouir de leur propre salaire. Âgée de 60 ans, Hubertine Auclert continue de revendiquer l’égalité complète. Cette année-là, elle brise symboliquement une urne à Paris lors des élections municipales. Le 24 avril 1910, de concert avec Marguerite Durand, elle se présente comme candidate aux élections législatives, imitée entre autres par deux autres femmes, Renée Mortier et Gabrielle Chapuis. Leur candidature n'est pas retenue. Ces actions de revendications sont largement relatées par les médias qui la font connaitre davantage, bien qu'ils la marginalisent vis-à-vis de l'essentiel du mouvement féministe français, bien plus timoré aussi bien sur ses idées que sur ses moyens d'actions. 

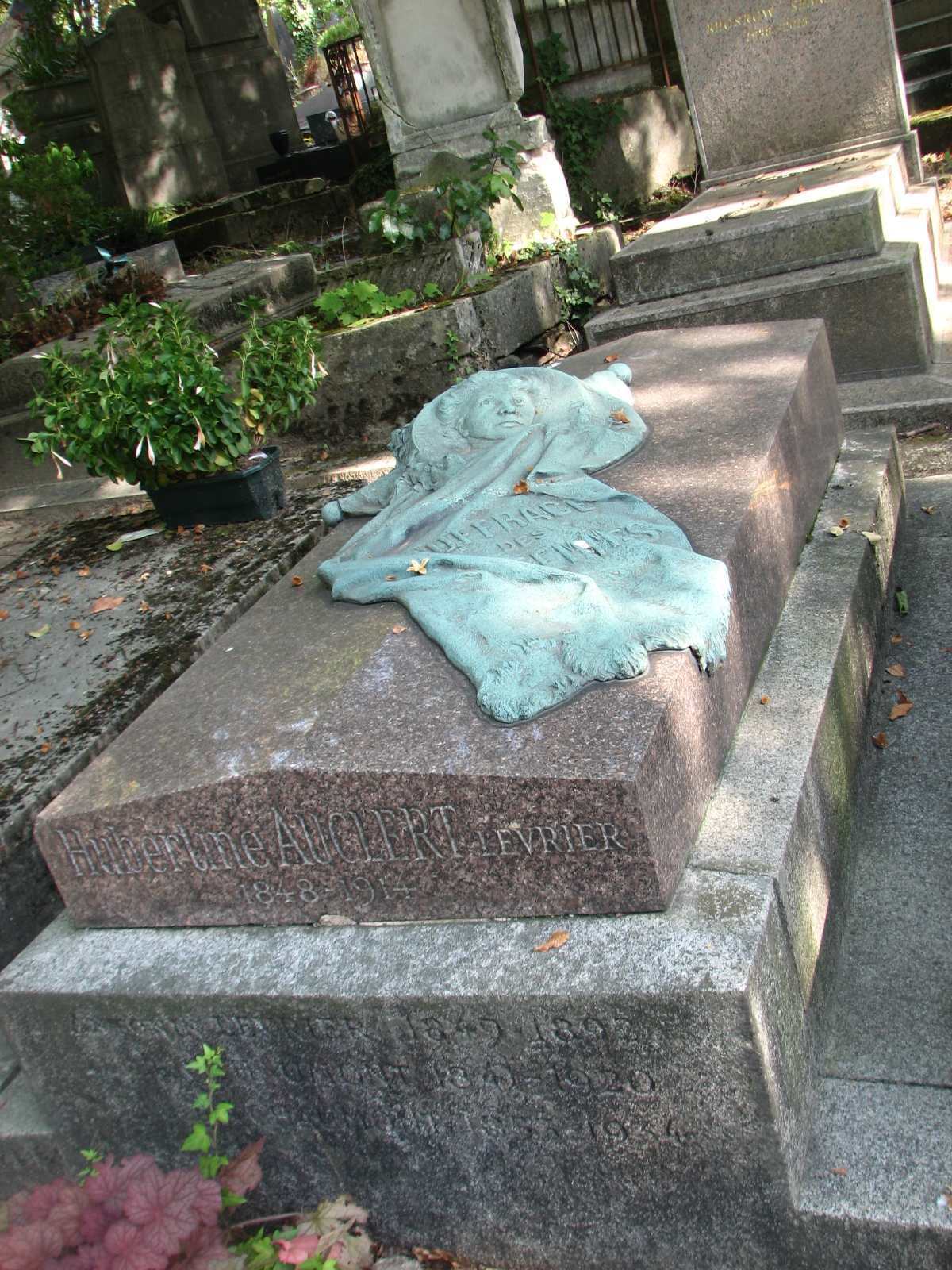
Tombe de Hubertine Auclert au cimetière du Père-Lachaise (division 49).

Rendre hommage à Jeanne d'Arc, en faire un symbole de la lutte des féministes, fait partie de ses arguments : « Jeanne d'Arc fut la personnification du féminisme, elle ne tint compte ni des usages, ni de l'autorité des puissants, et elle usa, malgré les hommes, des droits des hommes pour sauver le pays ».
Considérée comme une figure centrale dans l'histoire du mouvement des droits des Françaises, Hubertine Auclert a poursuivi son activisme jusqu’à sa mort.
Elle est inhumée au cimetière du Père-Lachaise (division 49) à Paris, juste en face de la tombe d'Honoré de Balzac. La sculpture sur sa sépulture, réalisée par Suzanne Bizard, commémore le « suffrage des femmes ».

## Publications
- Les femmes arabes en Algérie, Paris, Société d'éditions littéraires, 1900 (lire sur Wikisource)
- Le vote des femmes, Paris, V. Giard & F. Brière, 1908.
- Les Femmes au gouvernail, Marcel Giard, 1925 (posthume).
- Hubertine Auclert. Pionnière du Féminisme, textes choisis, préface de Geneviève Fraisse, présentation de Steven C. Hause, Bleu autour, 2007.

### Son journal
En 1881, Hubertine Auclert crée le journal La Citoyenne.
Parmi les militantes féministes de son époque, pionnières pour l’égalité et/ou le droit de vote des femmes, Hubertine Auclert semble avoir été la seule à avoir tenu (ou conservé) un journal. Ce dernier et d'autres documents appartenant à Hubertine Auclert ont été légués par le mari de Marie-Louise Bouglé à la Ville de Paris en 1946. Puis ce journal a disparu du « fonds Hubertine-Auclert » à la Bibliothèque historique de la Ville de Paris (qui a accueilli les archives de dix-sept féministes). 
Mais plusieurs chercheurs en ont eu des photocopies, réalisées à partir d'un duplicata original fait par une étudiante américaine inscrite en maîtrise à Paris à l'intention de Patrick Bidelman (chercheur américain dont la thèse, dans les années 1970, a porté sur l’histoire du féminisme français). Lui-même a été suivi par Steven Hause, qui produira en 1984 un essai sur le suffragisme sous la Troisième République. 
Selon Nicole Cadène, ce journal a probablement été conservé sous forme de feuilles volantes en désordre et il est plus « sombre et plus fiévreux » que l'idée qu'en a laissé l’historienne Mona Ozouf qui en avait eu un duplicata entre les mains (reçu des États-Unis en 1994). C'est à partir de photocopies retrouvées en 2019 dans les archives Bouglé que le journal a pu être reconstitué et finalement publié en 2021.
L'historienne Maïté Albistur, pour sa thèse, réalisée sous la direction de Michelle Perrot, a inventorié le fonds d'archives (une soixantaine de boîtes d’archives) de la bibliothèque Marie-Louise Bouglé (peu avant 1982), archives qu'elle considérait comme un premier « dépôt légal officieux » des féministes.

## Postérité

### Lieux

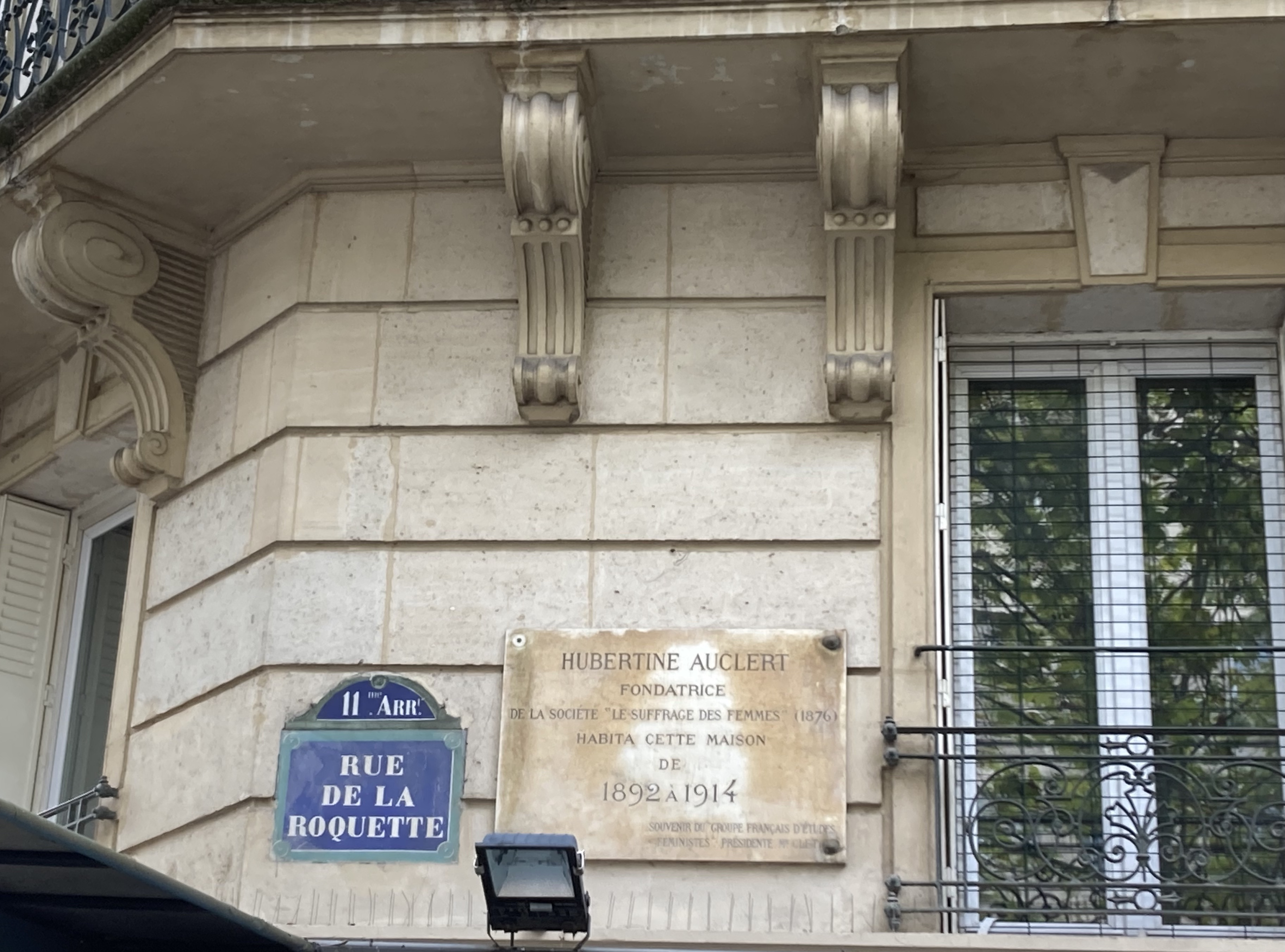
Plaque commémorative d'Hubertine Aubert, rue de la Roquette (Paris 11e)

- Une plaque commémorative est apposée sur la façade de l'immeuble sis 151 rue de la Roquette (11e arrondissement de Paris), où Hubertine Auclert a vécu et est décédée.
- Portent son nom :
  - la place Hubertine-Auclert, dans le 11e arrondissement de Paris ;
  - un collège[34] et une rue[35] de Toulouse ;
  - le Centre Hubertine-Auclert, centre francilien de ressources pour l’égalité femmes – hommes créé en 2009 par le conseil régional d'Île-de-France[36] pour lutter contre les inégalités et les discriminations fondées sur le sexe et le genre. En 2013, le centre a intégré en son sein l’Observatoire régional des violences faites aux femmes (ORVF) d'Île-de-France[37].
  - la Maison de la Citoyenneté et de la Vie Associative (MCVA) de Choisy-le-Roi ;
  - une médiathèque de Stains.
  - le Collectif Hubertine-Auclert créé dans l'Allier en 2017. Il a pour objectif de promouvoir des actions concourant à faire avancer la cause de l'égalité entre les femmes et les hommes, et plus généralement entre les êtres humains. Son siège est situé à Marigny.
  - une école dans l’Allier, à Chazemais, porte son nom.
  - En 2018, à l'occasion du 170e anniversaire de sa naissance, la place Hubertine-Auclert est inaugurée à Saint-Priest-en-Murat[38].
  - Un Espace de proximité et de citoyenneté à Chelles[39].

### Honorariat
- La promotion 2018 de la faculté de droit d'Orléans porte son nom.
- La promotion 52 (2022-1) de l'Institut régional d'administration de Nantes porte son nom. Les élèves attachés ont choisi de baptiser leur promotion de ce nom, afin que les idéaux d’inclusivité, d’égalité et d’universalisme portés par le combat d’Hubertine Auclert puissent les guider au cours de leur scolarité[40].
- La 31e promotion des élèves administratrices et administrateurs territoriaux de l'Institut national des études territoriales porte son nom[41].

### Ouvrages et recherche historique
- En 2021, l'historienne Nicole Cadène retrouve et reconstitue le journal d'Hubertine Auclert. Elle le publie sous le nom Journal d'une suffragiste pour « lutter contre l’oubli », « lutter contre l’effacement[42] ».

### Fiction
- Dans l'épisode 2 de la saison 2 de la série télévisée Baron noir (2018), la présidente de la République française Amélie Dorendeu se recueille après son élection sur la tombe d'Hubertine Auclert.